# Spijkerboor (Drenthe)

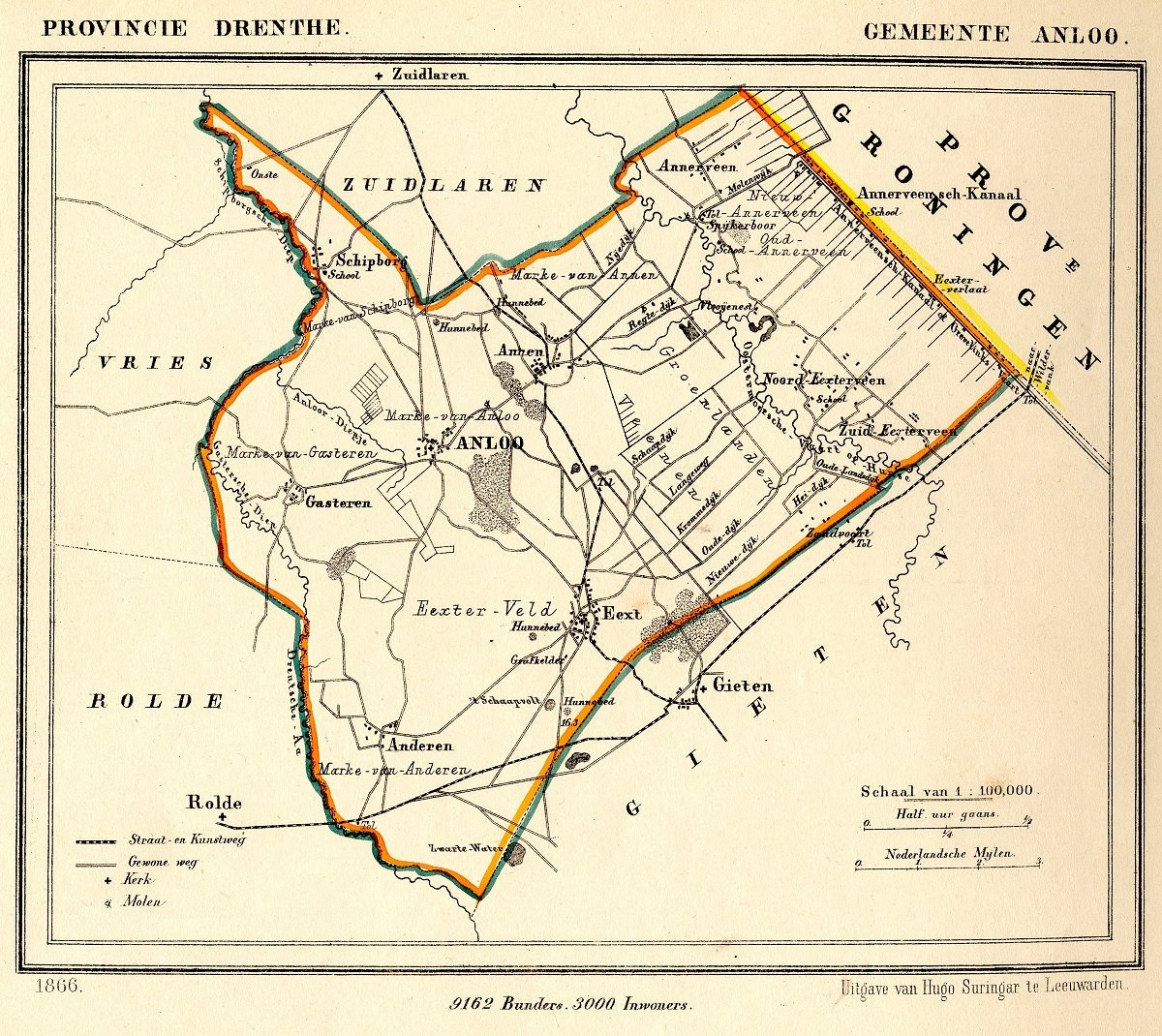
Spijkerboor op een kaart van de voormalige gemeente Anloo uit 1866.

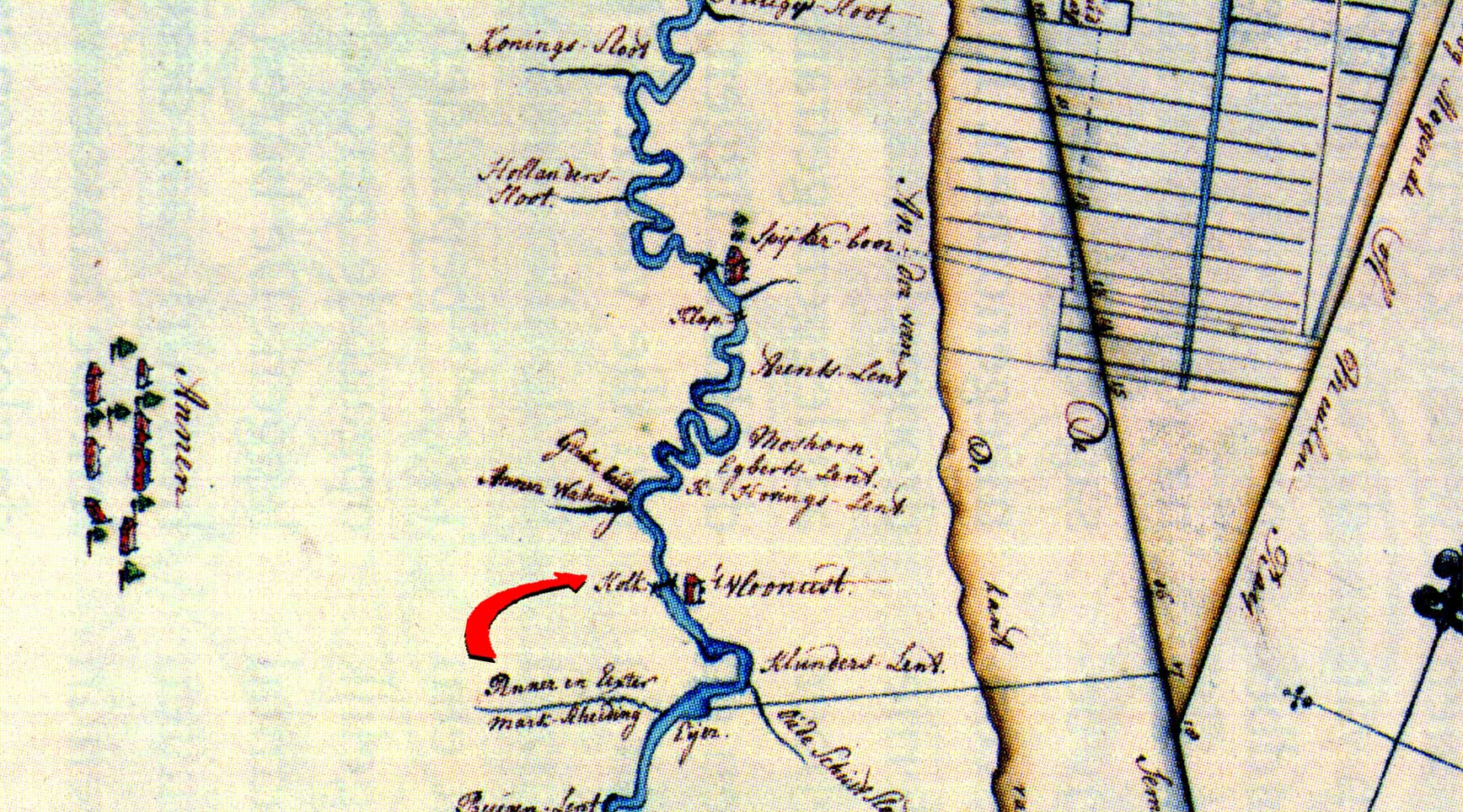
Kaartje van de Hunze in de omgeving van Spijkerboor uit circa 1760, bij Spijkerboor zijn de sluis en de brug aangegeven

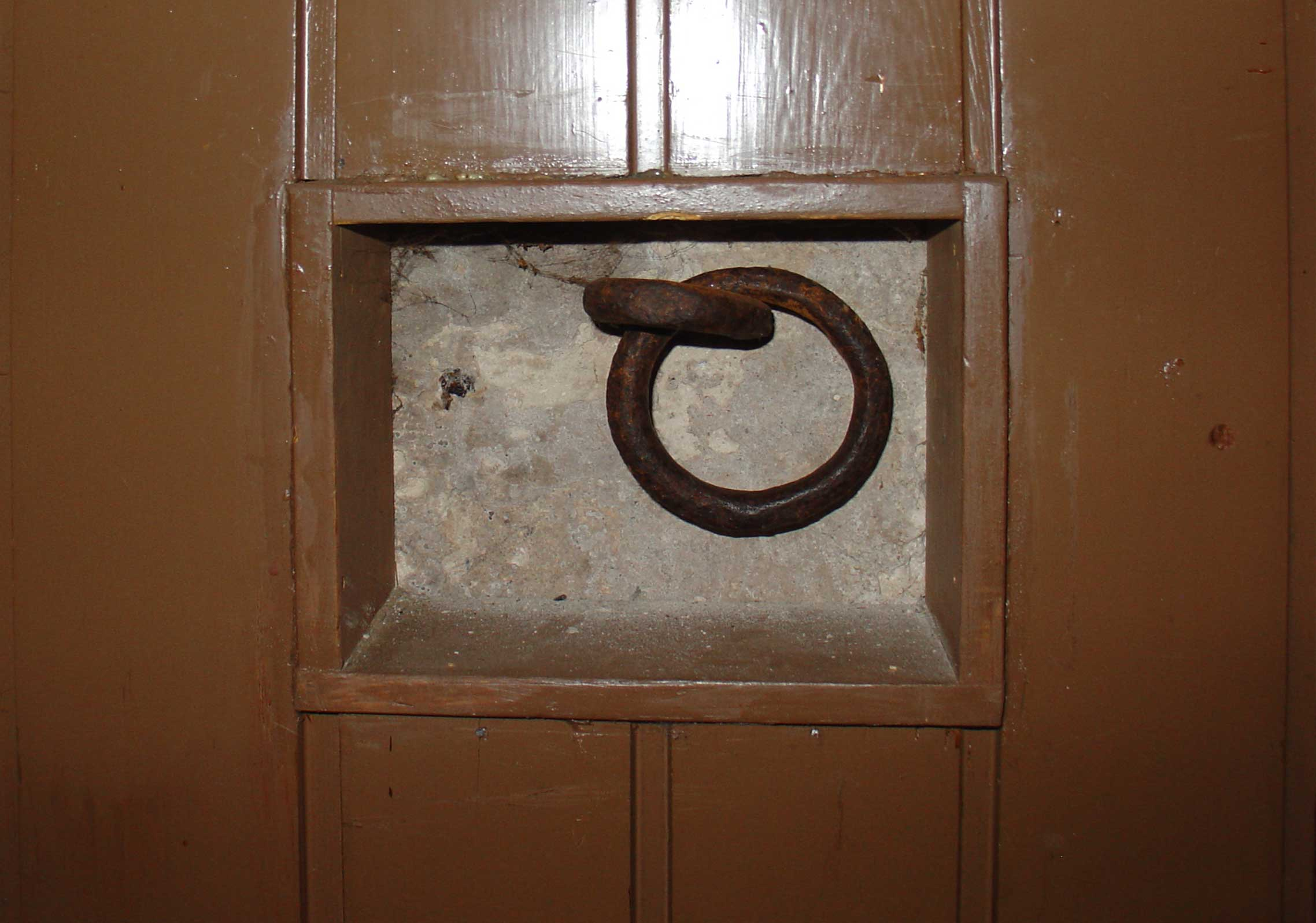
De klink in de herberg van Spijkerboor (thans café 't Keerpunt) waaraan de moordenaar Anton Link vastgeketend zou zijn geweest.

Spijkerboor is een klein dorp in de gemeente Aa en Hunze in de provincie Drenthe (Nederland). Het dorp ligt op het kruispunt van de weg Annen-Veendam en de weg van Gieterveen naar Zuidlaarderveen. Even ten zuidoosten van het dorp ligt het dorp Nieuw Annerveen, aan de noord-west kant ligt Oud Annerveen.
De plaatsnaam is ontleend aan de kronkelende loop van de Hunze, gelijkend op een spijkerboor, een ouderwetse timmermansboor met zijdelings uitbochtende zwengelgreep.
Langs het dorp stroomt de Hunze. Het dorp is een pleisterplaats voor kanovaarders, die hier hun tocht door het stroomgebied van die rivier kunnen onderbreken. Bij het dorp zijn aan beide kanten van de rivier aanlegplaatsen. Vlak bij die aanlegplaatsen ligt het café 't Keerpunt dat ook fungeert als stopplaats voor motorrijders.
De naam 't Keerpunt slaat op de zwaaikom naast het café, waar vroeger schippers hun boten konden keren. Het café werd in 1750 gebouwd in opdracht van verlaatmeester Willem Grevijlink. In het café bevindt zich nog de ijzeren ring, waaraan in 1780 de moordenaar Anton Link zou zijn vastgeketend, nadat hij door de plaatselijke bevolking gevangen was genomen na de moord op dominee Johannes Ledeboer.
Drenthe: Steden en dorpen      Nederland: Provincies · Gemeenten